# Edward Braddock

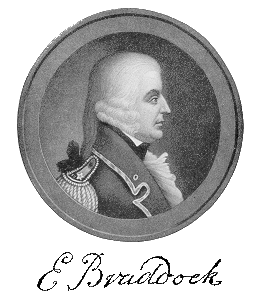
Edward Braddock

Edward Braddock III (ur. ok. 1695 w Szkocji, zm. 13 lipca 1755 niedaleko Great Meadows, obecnie stan Pensylwania) – brytyjski generał, dowódca wojsk angielskich w bitwie nad Monongahelą w czasie wojny Indian z Francuzami.
Braddock urodził się ok. 1695 roku w Szkocji. Nieznana jest ani dokładna data ani miejsce urodzenia. Był synem Edwarda Braddocka II, kapitana elitarnych jednostek Coldstream Guards, jego matka zmarła zaraz po porodzie. Edward Braddock III również został przeznaczony do zawodowej służby wojskowej. Naukę pobierał w najprawdopodobniej w elitarnej Royal College of St. Peter at Westminster. W 1710 roku został przyjęty do oddziałów Coldstream Guards w stopniu chorążego. Większość służby spędził w Anglii nie biorąc udziału w żadnej kampanii wojennej.
W 1743 roku awansował na stopień drugiego majora Coldstream Guards. W 1747 roku towarzyszył admirałowi Richardowi Lestock w wyprawie wojskowej na kontynencie. W latach 1746–1748, w drugiej fazie wojny o sukcesję austriacką, służył w Holandii, gdzie brał udział w bitwie pod Bergen op Zoom. W 1753 roku został mianowany pułkownikiem i głównodowodzącym czternastego Regimentu Piechoty na Gibraltarze, przez co objął dowodzenie jednym z najważniejszych strategicznie punktów w całej Europie.
W 1754 roku dotarły do Londynu wiadomości o konflikcie w dolinie rzeki Ohio i bitwie na Great Meadows (niedaleko obecnego Uniontown, w stanie Pensylwania). Król Jerzy II za zgodą Parlamentu zdecydował o wysłaniu ekspedycji wojskowej. Jej dowodzenie otrzymał Braddock wraz z awansem na stopień generała-majora Coldstream Guards. Braddock objął dowodzenie nad 44 i 48 Regimentem Piechoty, które stanowiły podstawę ekspedycji, oddziały wyruszyły w połowie grudnia 1754 roku z Irlandii. 20 lutego 1755 Braddock zszedł na ląd w Wirginii w Hampton. Od 10 maja do 7 czerwca 1755 roku stacjonował w Fort Cumberland (obecnie Cumberland w stanie Maryland) przygotowując wyprawę do fortu du Quesne (ang. fortu Pitt, obecnie Pittsburgh w stanie Pensylwania). 9 lipca 1755 dowodził w przegranej bitwie pod Monongahelą. 12 lipca 1755 roku przekazał dowodzenie ekspedycją na ręce Thomasa Dunbara. W wyniku odniesionych ran zmarł 13 lipca 1755 roku. W nocy z 13 na 14 lipca został pochowany z honorami przez Jerzego Waszyngtona w nie oznakowanym grobie niedaleko Great Meadows. W 1804 roku 2 km od Great Meadows odnaleziono domniemane szczątki generała w trakcie prac nad budową drogi, zostały one ekshumowane i przeniesione w inne miejsce, w roku 1913 postawiono monument upamiętniający E. Braddocka.